# Gnaeus Arrius Cornelius Proculus
Gnaeus Arrius Cornelius Proculus war ein römischer Politiker und Senator zur Zeit des Antoninus Pius. In den Arvalakten wird sein Name als Gnaeus Cornelius Proculus angegeben.
Proculus war zwischen 138 und 141 Statthalter der Provinz Lycia et Pamphylia; er ist in der Provinz für den 21. September 139 als Statthalter belegt. Durch die Arvalakten des Jahres 145 ist belegt, dass er am 17. Mai 145 zusammen mit Decimus Iunius (Paetus?) Suffektkonsul war; die beiden Konsuln übten ihr Amt vom 1. Mai bis zum 30. Juni aus.
Bernard Rémy und Werner Eck (1983) datieren die Statthalterschaft in die Amtsjahre 138/139 bis 139/140. Edmund Groag datiert sie in die Jahre 138 bis 140 und Paul von Rohden um 139 bis 141.